# Razvor
Razvor je naselje u Republici Hrvatskoj, u sastavu Općine Kumrovec, Krapinsko-zagorska županija. 

## Stanovništvo
Prema popisu stanovništva iz 2001. godine, naselje je imalo 227 stanovnika te 80 obiteljskih kućanstava.
| broj stanovnika | 271   | 288   | 316   | 324   | 304   | 358   | 316   | 299   | 292   | 266   | 248   | 236   | 214   | 226   | 227   | 191   | 186   |
|                 | 1857. | 1869. | 1880. | 1890. | 1900. | 1910. | 1921. | 1931. | 1948. | 1953. | 1961. | 1971. | 1981. | 1991. | 2001. | 2011. | 2021. |

## Poznate osobe
- Sidonija Rubido Erdödy (Razvor, 7. veljače 1819. – Gornja Rijeka, 17. veljače 1884.), prva hrvatska koncertna pjevačica i prva operna primadona[6]

## Znamenitosti
- Dvorac Razvor, zaštićeno kulturno dobro